# كريس يونغ (موسيقي)
كريس يونغ (بالإنجليزية: Chris Young)‏ هو موسيقي ومغني وملحن ومغن مؤلف وشاعر أمريكي، ولد في 12 يونيو 1985 في مورفريسبورو في الولايات المتحدة.

## وصلات خارجية
- الموقع الرسمي
- كريس يونغ على موقع IMDb (الإنجليزية)
- كريس يونغ على موقع ميوزك برينز (الإنجليزية)
- كريس يونغ على موقع أول ميوزيك (الإنجليزية)
- كريس يونغ على موقع ديسكوغز (الإنجليزية)